# 董驃
董驃（英語：Bill Tung Piu，1934年3月30日—2006年2月22日），原名朱文彪，其後過繼給香港賽馬會時任高層董子賢並易姓，是香港馬評家和著名影視演員、歌手及主持人。
董驃生於香港練馬師世家，曾任騎師、練馬師。1967年起，董驃主持香港賽馬節目近40年，以風趣幽默、勇於批評見稱，因此台前幕後眾人皆尊稱其為「驃叔」，其後的不少電影作品中亦為他保留此稱呼。董驃曾有一經典金句「我係董驃，你唔係；我講馬，你要聽」，意思為“我是董驃，你不是；我評馬，你要聽”，是他在1980年代為亞洲電視主持賽馬節目時的招徠口號。董驃的馬評家薪酬，至今仍未有人打破。

## 生平

### 早年生活及騎師生涯
董驃一生離不開「馬」，其祖父朱炳友乃香港首位華人練馬師，其父亦繼承祖業；母親是北京人，故亦曾自稱國語了得。 董驃則於香港島渣甸山（鄰近馬場所在的跑馬地）的怡和馬房出世。其名字「驃」解作馬匹奔馳的形態，亦可解為「驍勇強悍的人」。他從小即與馬一起成長，8歲開始騎馬，13歲便跟父親學習練馬，以第1名之成绩毕业于战后英皇御准香港赛马会首届騎馬人训练班。1950年代董驃成為香港第1位職業騎師到新加坡、英國等地出賽，二戰一捷。而董驃早年就讀跑馬地寶覺小學。

### 主持賽馬節目
董驃曾於《香港商報》、《騎師日報》、《東方日報》撰寫馬經。並曾為《好彩日報》做主筆。1967年，麗的電視（亞洲電視前身）開始轉播賽馬，董驃被招攬作馬評人；後來曾替《成報》撰寫專欄《董驃小語》，每稿高達港幣5000元。中間除有兩年因麗的電視改播回力球因而失去賽馬播映權，董驃替香港電台講馬外，董驃一直留在麗的電視主持賽馬，特別是夜間節目《賽馬結果》。到1982年麗的電視改成亞洲電視後，依然如故。
由於董驃對馬匹及馬圈認識廣博，而又風趣幽默、口才了得，加上經常以辛辣言詞批評騎師甚至香港賽馬會，因而深受馬迷歡迎，甚至吸引部分根本不熱衷賭馬的觀眾。1997年亞視喪失賽馬播映權，董驃即刻光火的道：「叫他去死啦！他們想自殺呀！亞視播得好好的，又轉給無綫做，搞得一塌糊塗！」董骠更曾言，賽馬對香港社會安定有助：「六七年，马季开锣，满街的土製菠蘿（手榴彈）突然少了，令人疑虑的反而是操控这赌局的人。」1998年，練馬師夏志信曾大罵「中國大陸人是狗」，董驃曾挺身而出指責香港賽馬會高層不對夏志信的言論有所行動，而不了了之。

### 成為冠軍練馬師
在1967-69年麗的電視停播賽馬兩年間，董驃主要為香港電台主持賽馬節目，亦一度令香港電台的收聽率大幅上升。1997年9月，董驃獲澳門賽馬會獲發練馬師牌照，正式成為練馬師；其馬房的鎮倉寶「仗義執言」更一季內奪得七捷，並成為1997-1998年度馬匹最佳表現獎第一名。首季驃叔更贏了64場頭馬，使他成為澳門第一位首季獲發練馬師牌照便奪得冠軍練馬師榮銜之人。

### 復任評馬人
2000年在澳門重組「講馬鐵三角」，與卡洛斯及熊良錫再度攜手在螢幕前講馬，2001年期間在商業電台主持《驃叔共敘930》；2003年7月宣佈放棄澳門練馬師牌照，並辭去評馬人職位。2003年至2004年，董驃在香港電台主持一季賽馬節目，吸引了不少本來收聽商業一台的聽眾轉聽，至2005年因身體欠佳被迫終止主持節目。董驃最後一次公開露面是替香港賽馬會於2005年3月8日晚上11時至11時30分在翡翠台播出與演藝名人兼馬主阿叻（陳百祥），在《點止打吡咁簡單：一哥登場》特輯中暢談當屆的香港打吡大賽。而董驃最後一次聲音露面是2005年香港打吡大賽賽前，用電話替香港電台作沙圈評論。

### 逝世
2005年7月董驃因身體毛病而宣告退休，此後多次入院。2006年2月16日，董驃因心肺等疾病入住銅鑼灣聖保祿醫院，及至2月22日董驃因肺衰竭於該醫院逝世，享壽72歲。
董驃過世後於2006年3月13日舉殯，香港藝人曾志偉、成龍、張學友、麥嘉、時任香港賽馬會董事局主席夏佳理、香港馬評人梁建民、時任社會民主連線主席黃毓民及香港政府行政人員蔡約望為其扶靈。黃毓民兼致悼詞。 翌日下午遺體在沙田富山火葬場火化。
王亭之祭董驃文，原載於董驃治喪委員會印刷之紀念董驃小冊子，並由丁羽宣讀：
|  | 維西元二千又六年，歲次丙戌，於農曆二月十五日，家人友好後學，同祭於董驃公之靈前，肅穆哀痛而悼之曰： 幼遭危難，遂成孤兒。長而立志，馬圈名馳。污泥不染，不蔓不枝，立言正大，公眾是依。一言雷動，發揭奸私。天崩地裂，悠然自怡。志在社會，豈肯然疑。同聲相應，正語嚴詞。 及於晚輩，扶掖切磋。獎之勵之，如琢如磨。琢玉成器，琢木成舵。期其卓立，不黨不阿。良心天地，勿論親疏。馬迷非少，權貴非多。公眾利益，維護唯呵。得公長養，芝蘭滿坡。 偶然遊戲，粉墨登場。富貴逼人，四海名揚。警察故事，助弱鋤強。形象如在，寧不哀傷。遽然而逝，慟我肝腸。永留典範，地久天長。英魂上界，辰宿列張。維公尚饗，奠以壺漿。 王亭之哭輓 |

## 演藝生涯
董驃生活除了與馬分不開外，對戲劇也甚有淵源。他年少時曾加入「中原劇藝社」，首部演出電影為《朱门怨》，時為1947年；往後亦參與為數不少的電影和電視劇演出，並曾主唱過主題曲。
董驃演繹過很多角色，但尤以喜劇最擅長，與沈殿霞交情甚好，一同主演的《富貴逼人系列》、《南北媽打》、《雙肥臨門》均與沈合演夫妻，加上《富貴開心鬼》等一系列賀歲電影均在香港大受歡迎，當中不少更諷刺時弊，香港回歸前香港人爭相移民，基層市民欲借橫財改變命運的心態。其後2000年當沈殿霞舉辦「肥肥闔府統請賓FUN SHOW演唱會」時以好友身份擔任其中1名嘉賓並合唱《分飛燕》一曲。另外董驃亦曾在成龍的《警察故事》系列電影演出，也是以風趣幽默的形象深入民心，以上影視作品皆為他使用「驃叔」之稱。這些喜劇之演出對董驃風趣的主持風格有很大影響。
儘管無綫電視時任戲劇監製曾勵珍曾於1982年游說董驃和熊良錫加盟，但由於董驃與麗的電視仍有半年合約，加上無綫人才過剩及缺乏賽馬節目，他因此拒絕過檔，結果只有熊良錫一人簽約兩年，故董驃除以嘉賓身份出席過少量無綫節目外，不曾在該台演出。他所有電視劇作品俱為麗的電視及亞洲電視製作，包括《鱷魚淚》、《大地恩情》、《大俠霍元甲》、《火星撞地球》、《陳真》、《鐵膽英雄》、《四大名捕》、《再向虎山行》、《變色龍》、《新變色龍》等等，當中《四大名捕》主題曲亦為董驃主唱。董驃以《大俠霍元甲》中霍恩第的出色演出为大陆观众所熟悉。1991年，董驃與沈殿霞合作演出處境喜劇《富貴冤家》。董驃所拍的最後一套電視劇是《南海十三郎》，在劇中飾演南海十三郎的父親江孔殷。

## 家庭
董驃結婚1次，有正室及三位紅顏知己，共有4子3女。長子董學謙因癌症英年早逝，幼子董學賢於2012年開始客串香港賽馬會官方節目。由於董驃與番禺會所華仁小學首位華人校長林英偉份屬世交兼好友，故其四名兒子皆曾於該校就讀並順利畢業。其子女於加拿大有生意。

## 演出作品

### 電影
| 年度   | 片名                    | 飾演                   | 備註 |
| ------ | ----------------------- | ---------------------- | --- |
| 1977年 | 《亂龍搏懵》            |                        | |
| 1978年 | 《馬場風暴》            | 朱國權                 | 兼任編劇，將1960年代末發生之真實毒馬案搬上螢幕 |
| 1981年 | 《摩登保鑣》            | 馬評人                 | |
| 1982年 | 《愛人.女神》           | 董某                   | |
| 1982年 | 《殺出西營盤》          |                        | |
| 1983年 | 《風生水起》            | 驃叔                   | |
| 1983年 | 《田雞過河》            | 陳德祖                 | |
| 1983年 | 《樑上君子》            | 驃叔                   | |
| 1983年 | 《陰陽錯》              | 古志明父               | |
| 1984年 | 《望子成蟲》            | 算命的和尚             | |
| 1984年 | 《我愛Lolanto》         | 廖鏢                   | |
| 1984年 | 《城市之光》            | 茂叔                   | |
| 1984年 | 《多情种》              | George 李              | |
| 1985年 | 《天官賜福》            | 紀曉東                 | |
| 1985年 | 《四眼仔》              | 戴驃                   | |
| 1985年 | 《警察故事》            | 驃叔（周Sir/副處長）   | |
| 1986年 | 《流氓英雄》            | 董驃 （電視馬評人）    | |
| 1986年 | 《痴心的我》            | 馬評人                 | |
| 1986年 | 《神探父子兵》          | 彪叔                   | |
| 1986年 | 《殭屍少爺》            | 怪博士                 | |
| 1986年 | 《歡樂叮噹》            | 馬力沙                 | |
| 1987年 | 《富貴逼人》            | 雷達驃                 | |
| 1987年 | 《美男子》              | 劉定驃                 | |
| 1987年 | 《鬼馬保鏢賊美人》      | MARK叔                 | |
| 1987年 | 《娶錯老婆投錯胎》      | 驃叔                   | |
| 1987年 | 《良宵花弄月》          | 謝淌恩                 | |
| 1987年 | 《肝膽相照》            | 豹叔                   | |
| 1987年 | 《A計劃續集》           | 董署長                 | |
| 1988年 | 《通天拍檔》            | 騾叔                   | |
| 1988年 | 《霸王花》              | 董Sir                  | |
| 1988年 | 《靈幻小姐》            | 旺財童子（福伯之好友） | |
| 1988年 | 《警察故事續集》        | 驃叔（副處長）         | |
| 1988年 | 《猛鬼佛跳牆》          | 張驃                   | |
| 1988年 | 《雙肥臨門》            | 武則書                 | |
| 1988年 | 《奸人本色》            | 梁標                   | |
| 1988年 | 《富貴再逼人》          | 雷達驃                 | |
| 1988年 | 《霸王花之中華警花》    |                        | |
| 1988年 | 《點指賊賊》            | 石斗文（警局署長）     | |
| 1988年 | 《南北媽打》            | 關德興                 | |
| 1988年 | 《小小小警察》          | 便利店職員             | |
| 1989年 | 《奇蹟》                | 董大千                 | |
| 1989年 | 《富貴再三逼人》        | 雷達驃                 | 董驃在電影中有應徵賽馬節目主持的情節，但有趣的是本身已經是資深馬評人的董驃在電影中扮演完全不會講馬之餘，更有趣的是客串主持人的熊良錫及卡洛斯實為董驃的後輩（熊良錫更是董驃的外甥）。 |
| 1989年 | 《義胆群英》            | 貴叔                   | |
| 1989年 | 《我要富貴》            | 何嘉猜                 | |
| 1989年 | 《神勇飛虎霸王花》      | 董Sir                  | |
| 1989年 | 《單身貴族》            | 大D父                  | |
| 1989年 | 《富貴開心鬼》          | 凌浩西                 | |
| 1990年 | 《師兄撞鬼》            | 張標                   | |
| 1990年 | 《天師捉姦》            | 天師                   | |
| 1990年 | 《西環的故事》          | 超叔                   | |
| 1990年 | 《救命宣言》            | 黃伯明                 | |
| 1990年 | 《四人新世界》          | 蘇飛鴻                 | |
| 1991年 | 《豪門夜宴》            | 驃叔                   | |
| 1992年 | 《富貴黃金屋》          | 雷達驃                 | |
| 1992年 | 《警察故事III超級警察》 | 驃叔（副處長）         | |
| 1992年 | 《太子爺出差》          | 鄭天輝父               | |
| 1992年 | 《92霸王花與霸王花》    |                        | |
| 1993年 | 《夢情人》              |                        | |
| 1993年 | 《超級計劃》            | 方驃/驃叔              | 港島灣仔區指揮官 |
| 1993年 | 《紙盒藏屍之公審》      | 陳幹                   | 董驃演出電影中的唯一一套三級片。 |
| 1994年 | 《醉拳2》               | 督軍大人               | |
| 1994年 | 《馬神》                | 李驃                   | 董驃在電影中以純熟手法為馬匹解毒，鏡頭前的馬匹操作更是一Take過，警惕世人賭馬不宜孤注一擲。                                                                                           |
| 1995年 | 《紅番區》              | 馬驃                   | |
| 1996年 | 《警察故事4之簡單任務》 | 驃叔（處長）           | |
| 2001年 | 《大佬鬥和尚》          |                        | 聲音演出 |

### 電視劇（麗的電視／亞洲電視）
| 年度   | 劇名                   | 飾演           | 備註                                                                       |
| 1976年 | 《大丈夫》             |                |                                                                            |
| 1977年 | 《三少爺的劍》         | 大老闆         |                                                                            |
| 1978年 | 《郎心如鐵》           | 法官           |                                                                            |
| 1978年 | 《鱷魚淚》             | 趙維光         |                                                                            |
| 1978年 | 《變色龍》             | 黃大鈞(Tony)   |                                                                            |
| 1978年 | 《新變色龍》           | 黃大鈞(前議員) |                                                                            |
| 1978年 | 《巨星》               | 苗國柱         |                                                                            |
| 1978年 | 《吾家有女》           |                |                                                                            |
| 1978年 | 《十二生肖》           |                |                                                                            |
| 1979年 | 《天蠶變》             |                |                                                                            |
| 1979年 | 《怒劍鳴》             | 余大海         |                                                                            |
| 1980年 | 《大內群英》           | 皇叔           |                                                                            |
| 1980年 | 《人在江湖》           | 古澤民         |                                                                            |
| 1980年 | 《大地恩情》           | 容鶴齡         |                                                                            |
| 1981年 | 《大俠霍元甲》         | 霍恩第         |                                                                            |
| 1981年 | 《出線》               | 梅灼然         |                                                                            |
| 1982年 | 《火星撞地球》         | 何標           |                                                                            |
| 1982年 | 《陳真》               | 皇甫一驃       |                                                                            |
| 1982年 | 《家姐、細佬、飛髮舖》 | 安德魯         |                                                                            |
| 1983年 | 《鐵膽英雄》           | 忤作九(韋俊)   |                                                                            |
| 1983年 | 《再向虎山行》         | 容滄海         |                                                                            |
| 1984年 | 《四大名捕》           | 諸葛正我       | 劇集又名《四大名捕會京師》，主題曲《四大名捕》由董驃主唱（參考資料連歌詞） |
| 1991年 | 《富貴冤家》           | 梁蘇           | 與沈殿霞合作演出處境喜劇                                                   |
| 1999年 | 《南海十三郎》         | 江孔殷         |                                                                            |

### 電視節目
- 麗的電視 《QQ》

### 廣告
- 胃仙U
- 日立冷氣機（與沈殿霞合作）[18] [19]
- 賽馬機王
- 至寶三鞭丸
- 澳門街餐廳

## 音樂專輯
| 專輯 # | 專輯名稱 | 發行日期 | 發行商   | 專輯類型 | 曲目 |
| ------ | -------- | -------- | -------- | -------- | --- |
| 1      | 四大名捕 | 1984年   | 文志唱片 | 大碟     | 曲目 Vinyl Medley 1 1. 四大名捕（主打歌，亞洲電視劇集《四大名捕》主題曲，由董驃主唱、關聖佑作曲及葉紹德填詞） 2. 喂！留步（全名是留步！喂！留步！） 3. 三聲無奈 4. 鐵膽英雄 5. 如若我是你 6. 愛的尋覓 Medley 2 1. 陳真傳 2. 獅子山下 3. 春花秋月 4. 七弦琴上卷 5. 七弦琴下卷 6. 新變色龍 7. 雪刀浪子 |

## 外部連結
- 董驃在香港影庫上的簡介
- 董驃在豆瓣上的资料（简体中文）
- 香港電台廣播七十五年系列：賽馬廣播細說從頭 （页面存档备份，存于）
- 香港電台廣播七十五年系列：賽馬廣播細說從頭(Real Video) （页面存档备份，存于）
- 大學線：馬圈救生員　－　董驃
- 亞洲明星總覽：董驃
- 骠叔粉丝内地官网
- YouTube上的香港廣播七十五年 - 賽馬廣播座談會